# دانشگاه کارنگی ملون در قطر

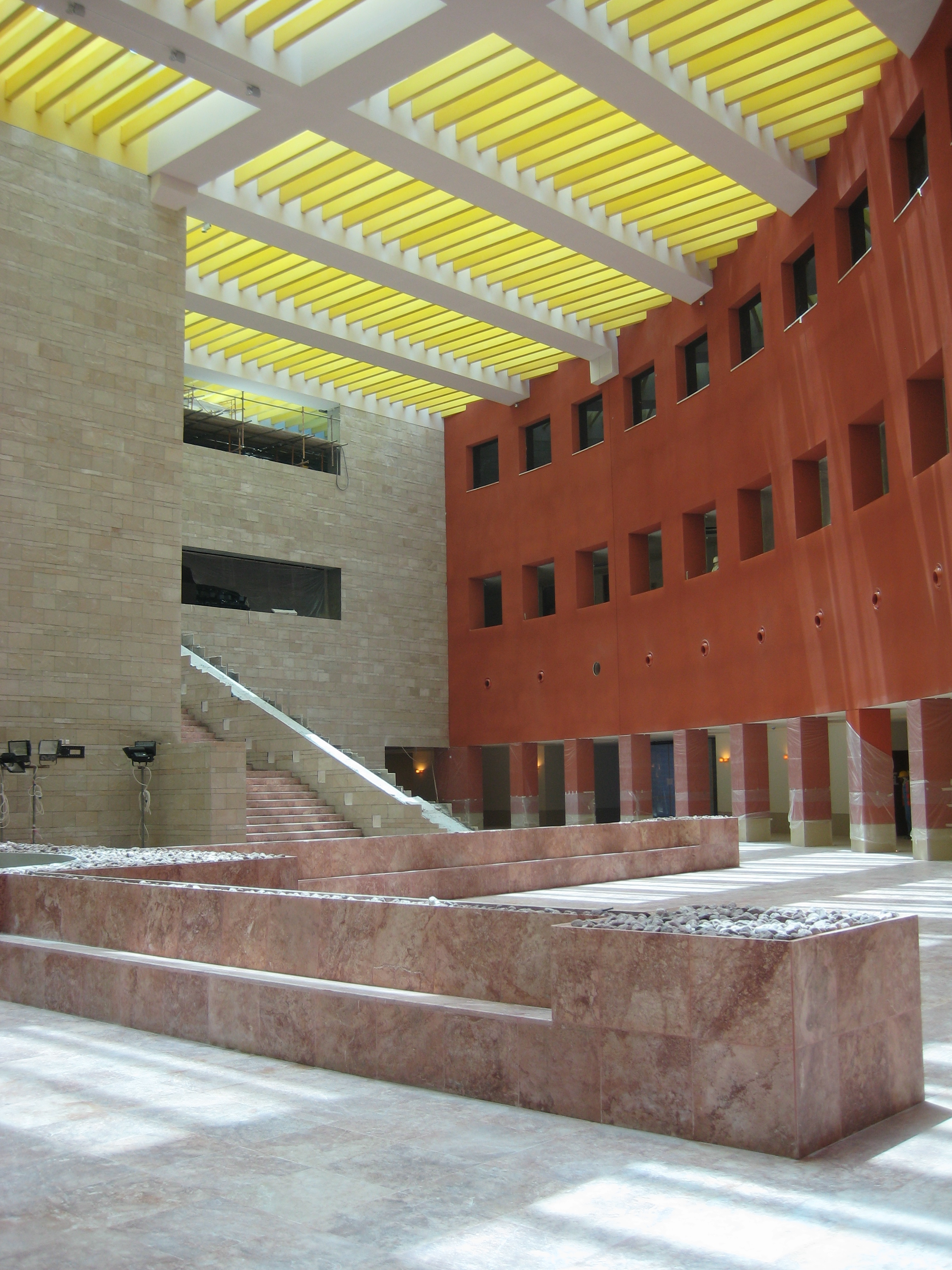

دانشگاه کارنگی ملون در قطر (به انگلیسی: Carnegie Mellon University in Qatar) نام یک دانشگاه آمریکایی است که در قطر قرار دارد.
این دانشگاه زیر نظر مستقیم دانشگاه کارنگی ملون در آمریکا اداره می‌شود.
معمار این مجموعه، ریکاردو لگورتا است.
این دانشگاه عضوی از مجموعه شهر آموزش در قطر است.